# Mistrzostwa Oceanii U-20 w Rugby Union Mężczyzn 2019
Mistrzostwa Oceanii U-20 w Rugby Union Mężczyzn 2019 – piąte mistrzostwa Oceanii U-20 w rugby union mężczyzn, oficjalne międzynarodowe zawody rugby union o zasięgu kontynentalnym organizowane przez Oceania Rugby mające na celu wyłonienie najlepszej w Oceanii męskiej reprezentacji narodowej złożonej z zawodników do lat dwudziestu. Odbyły się w formie czterozespołowego turnieju rozegranego w dniach 26 kwietnia – 4 maja 2019 roku w Gold Coast.

## Informacje ogólne
Mistrzostwa zostały zorganizowane na boisku Bond University w Gold Coast w ciągu trzech meczowych dni pomiędzy 26 kwietnia a 4 maja 2019 roku i wzięły w nim udział cztery zespoły rywalizujące systemem kołowym. Dla uczestniczących reprezentacji zawody były formą przygotowań do Mistrzostw Świata 2019 bądź World Rugby U-20 Trophy 2019. Turniej był transmitowany w Internecie.
Sędziowie zawodów.
Z kompletem zwycięstw w turnieju triumfowała po raz pierwszy reprezentacja Australii.

## Mecze
| 26 kwietnia 201917:00 | Nowa Zelandia U-20 | 53:7 | Fidżi U-20                  | Bond University, Gold Coast Sędzia: Dru Tonks |
| 26 kwietnia 201917:00 | Burke 7 (2pd K) Gilbert 5 (P) Tupaea 10 (2P) Finau 5 (P) Carter 5 (P) Klein 5 (P) Reihana 6 (3pd) Lalomilo 5 (P) Vaa'i 5 (P) | 53:7 | Sailo 2 (pd) Droasese 5 (P) | Bond University, Gold Coast Sędzia: Dru Tonks |
| 26 kwietnia 201917:00 | Momo | 53:7 |                             | Bond University, Gold Coast Sędzia: Dru Tonks |

| 26 kwietnia 201919:00 | Australia U-20 | 64:14 | Japonia U-20                   | Bond University, Gold Coast Sędzia: Kaveni Talemaivalagi |
| 26 kwietnia 201919:00 | Lonergan 5 (P) Harrison 14 (7pd) McReight 10 (2P) Reilly 5 (P) Nawaqanitaswe 10 (2P) Lolesio 5 (P) Wilson 5 (P) Robertson 5 (P) Tui 5 (P) | 64:14 | Osada 10 (2P) Maruyama 4 (2pd) | Bond University, Gold Coast Sędzia: Kaveni Talemaivalagi |

| 30 kwietnia 201917:00 | Nowa Zelandia U-20 | 87:12 | Japonia U-20                     | Bond University, Gold Coast Sędzia: Kaveni Talemaivalagi |
| 30 kwietnia 201917:00 | Gregory 5 (P) Williams 5 (P) Reihana 27 (P 11pd) Lalomilo 5 (P) Herbert 15 (3P) Funaki 5 (P) Boshier 5 (P) McLeod 10 (2P) Fihaki 5 (P) Forbes 5 (P) | 87:12 | Kawase 5 (P) 1 karne przyłożenie | Bond University, Gold Coast Sędzia: Kaveni Talemaivalagi |

| 30 kwietnia 201919:00 | Australia U-20                 | 16:0 | Fidżi U-20 | Bond University, Gold Coast Sędzia: Jordan Way |
| 30 kwietnia 201919:00 | Wood 5 (P) McDonald 11 (pd 3K) | 16:0 |            | Bond University, Gold Coast Sędzia: Jordan Way |
| 30 kwietnia 201919:00 | Cotton                         | 16:0 |            | Bond University, Gold Coast Sędzia: Jordan Way |

| 4 maja 201917:00 | Japonia U-20                                                 | 37:59 | Fidżi U-20 | Bond University, Gold Coast Sędzia: Amy Perrett |
| 4 maja 201917:00 | Maeda 5 (P) Maruyama 7 (2pd K) Maruo 20 (4P) Vailea 5 (pd K) | 37:59 | Muntz 6 (3pd) Kuruvoli 8 (4pd) Rasaku 5 (P) Natoga 10 (2P) Vuta 5 (P) Miramira 10 (2P) Droasese 5 (P) Vasuinadi 5 (P) Waqaninavatu 5 (P) | Bond University, Gold Coast Sędzia: Amy Perrett |

| 4 maja 201919:00 | Nowa Zelandia U-20                             | 0:24 | Australia U-20 | Bond University, Gold Coast Sędzia: Jordan Way |
| 4 maja 201919:00 | Harrison 14 (pd 4K) Reilly 5 (P) Lolesio 5 (P) | 0:24 |                | Bond University, Gold Coast Sędzia: Jordan Way |
| 4 maja 201919:00 | Harris                                         | 0:24 |                | Bond University, Gold Coast Sędzia: Jordan Way |